# Вілла-Аньєдо
Вілла-Аньєдо (італ. Villa Agnedo, вен. Viła Agnedo) — колишній муніципалітет в Італії, у регіоні Трентіно-Альто-Адідже,  провінція Тренто. З 1 січня 2016 року Вілла-Аньєдо є частиною новоствореного муніципалітету Кастель-Івано.
Вілла-Аньєдо розташована на відстані близько 470 км на північ від Рима, 33 км на схід від Тренто.
Населення — 969 осіб (2014).
Щорічний фестиваль відбувається 20 січня, 24 вересня. Покровитель — San Fabiano.

## Демографія
Населення за роками:

Станом на 31 грудня 2014 року в муніципалітеті офіційно проживало 65 іноземців з 16 країн, серед них 16 громадян країн Євросоюзу та 7 громадян України.

## Сусідні муніципалітети
- Азіаго
- Кастельнуово
- Івано-Фрачена
- Оспедалетто
- Скурелле
- Стриньйо